# Prisma di Amici

Lo schema di un prisma di Amici. Il prisma di vetro corona è quello colorato in azzurro, mentre quello di vetro flint è in giallo.

In ottica, un prisma di Amici,  così chiamato dal nome del suo inventore, l'astronomo italiano Giovanni Battista Amici, è un tipo di prisma ottico dispersivo composto, che trova largo impiego negli spettrometri.
Questo prisma dispersivo, talvolta chiamato anche "prisma a visione diretta", soprattutto quando utilizzato nella sua versione "doppia", non va confuso con il prisma a tetto di Amici, un prisma riflettente, anch'esso talvolta chiamato semplicemente "prisma di Amici".

## Struttura
Il prisma di Amici è costituito da due prismi triangolari a contatto, il primo tipicamente realizzato in vetro crown e avente quindi una dispersione media (il numero di Abbe è circa 60), e il secondo in vetro flint, avente quindi una dispersione un po' più alta del precedente (il numero di Abbe è circa 50-55). La luce che entra nel primo prisma viene rifratta alla prima interfaccia aria-vetro, rifratta di nuovo all'interfaccia tra i due prismi, e quindi esce dal secondo prisma con un'incidenza quasi normale. Gli angoli e i materiali del prisma sono scelti in modo tale che una sola delle componenti della luce, denominata "lunghezza d'onda centrale", esca dal prisma parallela ma sfalsata rispetto al raggio luminoso in entrata. L'assieme prisma è quindi un "prisma a visione diretta" ed è comunemente usato come tale in diversi spettroscopi. Le altre lunghezze vengono deviate di un diverso angolo a seconda della dispersione del vetro impiegato nei prismi; l'osservazione di una sorgente luminosa attraverso il prisma mostra così lo spettro ottico della sorgente.

## Doppio prisma di Amici

La configurazione che prende il nome di "doppio prisma di Amici", detto anche "prisma a visione diretta".

Attorno al 1860, Amici si rese conto che si potevano unire due prismi di questo tipo in una configurazione retro contro retro, poi conosciuta come "doppio prisma di Amici", che portava a un aumento della dispersione angolare e che dava anche la possibilità di avere la lunghezza d'onda centrale rifratta lungo la stessa direzione del raggio in entrata. Un simile assieme dava quindi la possibilità di avere il raggio in uscita non solo non deviato rispetto a quello in entrata, ma nemmeno traslato rispetto ad esso.
Amici non pubblicò mai alcuno scritto sul suo prisma non deviante, tuttavia comunicò l'idea al suo amico Giovanni Battista Donati, che utilizzò tale sistema nella costruzione di un dispositivo per le osservazioni degli spettri stellari. La prima divulgazione dell'idea del raddoppio del prisma è presente nelle pubblicazioni scritte da Donati nel 1862 circa le sue osservazioni astronomiche, e poiché il doppio prisma era pratico da costruire e molto più compatto dei comuni sistemi di prismi utilizzati in quel periodo per ottenere un'elevata dispersione spettrale, l'invenzione di Amici catturò rapidamente l'attenzione dei ricercatori di tutta Europa. La dispersione dei prismi di Amici può essere calcolata con precisione usando la teoria della dispersione a prisma multiplo e assumendo che tra le componenti dell'assieme non via sia alcuna separazione spaziale.